# Alexandre Pilat
Alexandre Pilat est un rameur français, né le 20 avril 1989 à Saint-Priest-en-Jarez, sociétaire de l'aviron Majolan depuis 2008.
Il a suivi la filière Génie Industriel à l'INSA de Lyon de 2009 à 2013 et travaille aujourd'hui en Allemagne.

## Palmarès

### Championnats du monde
- Championnats du monde 2010 à Karapiro,  Nouvelle-Zélande
  -  Médaille d'argent en quatre de couple poids léger

### Championnats d'Europe
- Championnats d'Europe 2010 à Montemor-o-Velho,  Portugal
  -  Médaille de bronze en quatre de couple poids léger

### Championnats du monde des moins de 23 ans
- Championnats du monde des moins de 23 ans 2009 à Racice,  République tchèque
  - 4e en quatre de couple poids léger
- Championnats du monde des moins de 23 ans 2010 à Brest,  Biélorussie
  - 4e en skiff poids léger
- Championnats du monde des moins de 23 ans 2011 à Amsterdam,  Pays-Bas
  -  Médaille d'argent en deux de couple poids léger

### Championnats de France
- Championnat de France bateaux longs 2008 à Mantes-la-Jolie
  - 5e en quatre de couple
- Championnats de France bateaux courts 2008 à Cazaubon
  - 22e en skiff poids léger
- Championnat de France bateaux longs 2009 à Aiguebelette
  - 6e en quatre de couple
- Championnats de France bateaux courts 2009 à Cazaubon
  - 12e en skiff poids léger
- Championnat de France bateaux longs 2010 à Creusot
  - 10e en deux de couple
- Championnats de France bateaux courts 2010 à Cazaubon
  - 4e en skiff poids léger
- Championnat de France bateaux longs 2011 à Aiguebelette
  -  Médaille d'argent en deux de couple
- Championnats de France bateaux courts 2011 à Brive-la-Gaillarde
  - 6e en skiff poids léger

### Coupe de France
- Coupe de France 2009 à Vichy
  -  Médaille de bronze en quatre de couple
- Coupe de France 2010 à Bourges
  - 6e en quatre de couple
- Coupe de France 2011 à Gérardmer
  -  Médaille d'or en quatre de couple